# Karivaroš
Karivaroš – wieś w Chorwacji, w żupanii krapińsko-zagorskiej, w gminie Gornja Stubica. W 2011 roku liczyła 310 mieszkańców.